# Chausse
Pour les articles homonymes, voir Chausse (homonymie).
Une chausse est un élément vestimentaire extensible de tissu ou de tricot couvrant les jambes comme des bas. Connue depuis l'Hallstatt, elle devient, au Moyen Âge, un élément essentiel du costume masculin. Les chausses se portent toujours par paire jusqu'au XIVe siècle où elles sont unies pour ne former qu'une seule pièce.

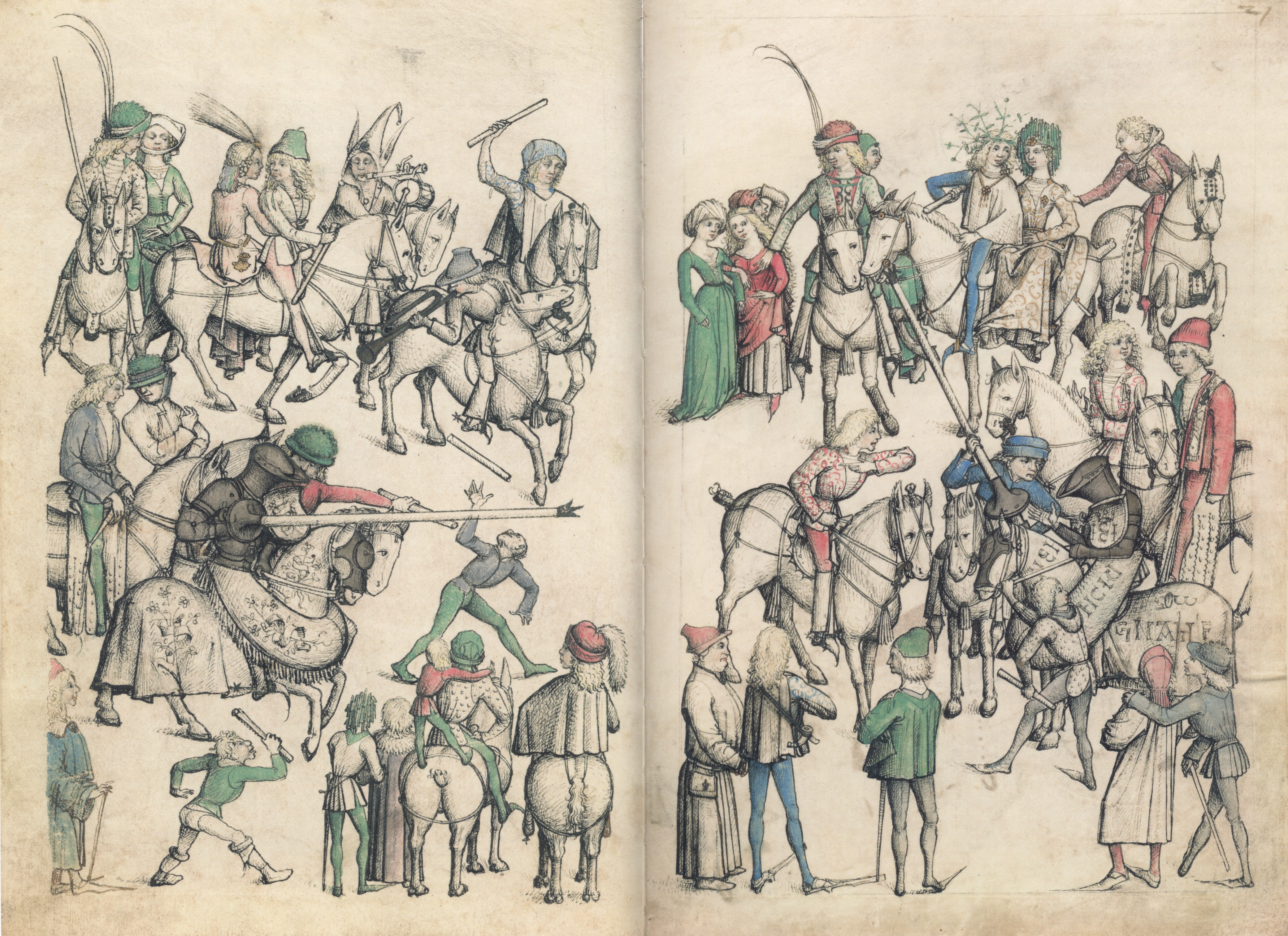
Dessin anonyme, réalisé après 1480. Noter les chaussures du personnage aux collants bleu au centre-droit du dessin (Cliquer pour agrandir).

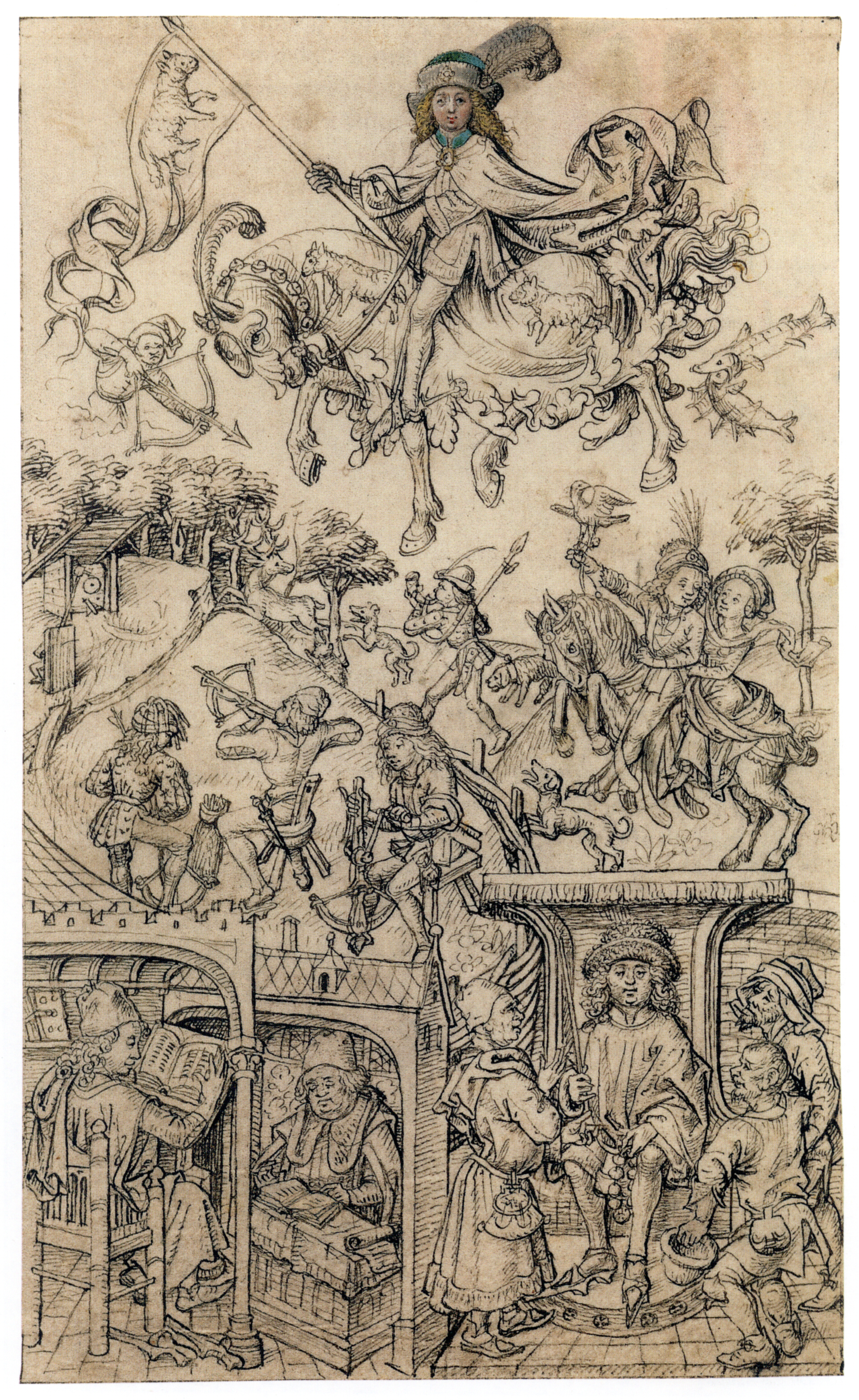
Autre dessin du même auteur (Maître du Cabinet d'Amsterdam).

## Moyen Âge
À cette période, elles se portent avec un pourpoint sur lequel elles se fixent grâce à des aiguillettes, des cordonnets ou des rubans ; au-dessus, on pouvait porter des braies.
Les chausses semelées sont munies d'une semelle de cuir cousue.
Cette sorte de culotte collante prenait toute la jambe. Le haut s'appelait haut de chausses : le bas (à partir du genou) se nommait bas de chausses. C'est la culotte qui lui a succédé au XVIIIe siècle . La réunion de deux hauts-de-chausses donnera naissance à des collants rudimentaires vers le XVe siècle, alors que les bas-de-chausses constituent des chaussettes rudimentaires.